# ثوروتراست

الثوروتراست (بالإنجليزية: Thorotrast)‏ هو مُستعلقٌ يحتوي على جزيئاتٍ من مركب ثاني أكسيد الثوريوم المُشع، والذي استُخدمَ كمادةٍ مظللة في التصوير الشعاعي الطبي في لثلاثينيات وأربعينات القرن الماضي. استمر استخدامه في بعض البلدان مثل الولايات المتحدة حتى الخمسينيات.